# Maximilien Melleville
Maximilien Melleville (Parigi, 28 aprile 1807 – Laon, 9 luglio 1872) è stato uno storico e letterato francese.

## Biografia
Melleville, figlio di uno stampatore, completò gli studi al collegio di Laon e fu portato sin da molto giovane ad interessarsi della storia della sua regione. Ebbe approfondite conoscenze di archeologia, mineralogia e geologia e nel 1842 fondò la Société académique de Laon ("Società accademica di Laon), in seguito divenuta la Société historique de Haute-Picardie ("Società storica dell'Alta Picardia").
Aveva raccolto numerosi documenti per pubblicare una nuova edizione della Histoire de Laon e collezioni di selci e di fossili, che, insieme alla sua corrispondenza, furono venduti alla sua morte.
Si interessò anche alla geologia del bacino parigino: nel 1843 pubblicò un'audace teoria geologica (De la théorie des puits natureles), nella quale immagine che pozzi naturali permettano l'esistenza di sorgenti che porterebbero in superficie materiali provenienti dagli strati più profondi (calcare e sabbia): la teoria ebbe successo per alcuni anni.

## Opere
- Dictionnaire historique du département de l'Aisne, 1865.
- Histoire de la ville de Laon, 2 volumi in-8[3].
- Histoire de la ville et des sires de Coucy, 1 volume in-8.
- Histoire de la Ville de Chauny,1 volume in-8, 1851[4].

Pubblicò inoltre una serie di notizie storiche sulla regione dell'Aisne, tra cui:
- Notice historique sur Quierzy.
- Notice historique sur Clamecy-en-Laonnois.
- Notice historique sur Montaigu-en-Laonnois.
- Notice historique sur le Canal de Saint-Quentin.
- Histoire de la Commune du Laonnois.
- Notice sur Neuville-en-Laonnois.
- Notice sur les châtelains de Coucy et les seigneurs de Sinceny.
- Notice historique et généalogique sur la maison de Montchâlons, avec planches armoriées sur les seigneurs de Montchâlons, Bosmont, Mauregny-en-Haye, Vaurseine, Berrieux, Bouconville, Courtrizy, Cilly, La Bove et Apremont.
- Notice historique et généalogique sur les seigneurs de Pierrepont et les comtes de Roucy.